# Leonid Cobâleanschi
Leonid Cobâleanschi (n. 29 octombrie 1939 – d. 8 decembrie 1994) a fost un medic moldovean, profesor universitar, doctor habilitat în științe medicinale și rector al Institutului de Stat de Medicină din Chișinău (1986-1994) – actualmente Universitatea de Stat de Medicină și Farmacie „Nicolae Testemițanu” din Republica Moldova.